# شبكة عابرة
شبكة عابرة تعتبر الشبكة العابرة نظام تداول بديل يطابق أوامر البيع والشراء إلكترونيًا للتنفيذ دون توجيه الطلب أولاً إلى سوق التبادل أو أي سوق معروض آخر، مثل شبكة اتصالات إلكترونية تعرض عرض أسعار عامة.

## نبذة
يستخدم هؤلاء التجار الوسيط أنظمة محوسبة لمطابقة المشترين والبائعين لكمية كبيرة من الأسهم دون استخدام البورصة.
اعتمادًا على نظام الوسيط والتاجر المحدد ونوع الأوراق المالية المتداولة (على سبيل المثال الأوراق المالية المدرجة في البورصة أو الأوراق المالية خارج البورصة)، يمكن أن تحدث هذه التقاطعات في أوقات مختلفة خلال اليوم، أو بعد إغلاق التداول، ويمكن تسعيرها في الأخير سعر البيع أو بعض الأسعار الموضوعية الأخرى، مثل النقطة المتوسطة بين الطلب والعرض أو متوسط السعر المرجح للحجم.

## المميزات
ميزة شبكة العبور هي القدرة على تنفيذ أوامر بكمية كبيرة دون التأثير على الأسعار العامة. تميل شبكات العبور إلى استخدامها للأسهم عالية السيولة وتقدم لمديري الأموال مزايا العمولات المنخفضة جدًا (على سبيل المثال سنت إلى سنتان للسهم أو أقل)، وإخفاء الهوية لحساب الشراء أو البيع، وتجنب تأثير السوق (أي الحركات في سعر السهم بسبب إشارة المستثمر إلى الفائدة).